# Parafia św. Mikołaja w Hoonah
Parafia św. Mikołaja – parafia prawosławna w Hoonah. Jedna z pięciu parafii tworzących dekanat Sitka diecezji Alaski Kościoła Prawosławnego w Ameryce. Działa od 1929.